# Slow Down
Slow Down ist ein Lied der US-amerikanischen Sängerin Selena Gomez und wurde als zweite Single aus ihrem vierten Studioalbum Stars Dance veröffentlicht. Es feierte seine Premiere am 3. Juni 2013 und wurde als Download im iTunes Store veröffentlicht, falls man das Album Stars Dance vorbestellt hat.

## Komposition
Slow Down wurde von Lindy Robbins, Julia Michaels, Niles Hollowell-Dhar, David Kuncio und Freddy Wexler geschrieben und unter dem Produzenten The Cataracs veröffentlicht, welcher schon für seine Arbeit mit Dev, Usher und Far East Movement bekannt ist. Musikalisch ist Slow Down ein Dance-pop-Lied und weist Spuren von Dubstep auf.

## Musikvideo
Das Musikvideo zu Slow Down wurde im Mai 2013 in Paris, Frankreich gedreht. Die Regie übernahm Philip Andelman. Am 19. Juli 2013 wurde das Video vor der geplanten Veröffentlichung bei YouTube geleakt; am gleichen Tag noch erschien das Musikvideo offiziell auf ihrem Vevo Account. Das Auto im Video, in welchem Gomez sitzt, ist ein 1964 Pullman 600 Mercedes-Benz.

## Auftritte
Gomez sang Slow Down am 24. Juli 2013 bei The Tonight Show with Jay Leno sowie am 26. Juli 2013 bei Live with Kelly and Michael. Am 14. November 2013 trat sie mit dem Song bei The X Factor auf. In der Halbzeitshow der Dallas Cowboys am 28. November 2013 trat sie mit diesem Lied sowie Come and Get It und Like a Champion auf.

## Chartplatzierungen
| ChartsChartplatzierungen       | Höchstplatzierung | Wochen |
| ------------------------------ | ----------------- | ------ |
| Österreich (Ö3)                | 71 (2 Wo.)        | 2      |
| Vereinigte Staaten (Billboard) | 27 (20 Wo.)       | 20     |

## Auszeichnungen für Musikverkäufe
| Land/Region               | Auszeichnungen für Musikverkäufe (Land/Region, Auszeichnung, Verkäufe) | Verkäufe  |
| ------------------------- | ---------------------------------------------------------------------- | --------- |
| Australien (ARIA)         | Gold                                                                   | 35.000    |
| Brasilien (PMB)           | Gold                                                                   | 30.000    |
| Mexiko (AMPROFON)         | Gold                                                                   | 30.000    |
| Vereinigte Staaten (RIAA) | 2× Platin                                                              | 2.000.000 |
| Insgesamt                 | 3× Gold · 2× Platin ·                                                  | 2.095.000 |

Hauptartikel: Selena Gomez/Auszeichnungen für Musikverkäufe